# 고트어 위키백과

고트어 위키백과는 고트어로 운영되는 위키백과 언어판이다. 2004년에 시작되었다. 기호는 got이다. 현재 506개의 문서가 있다.